# Можжевельник китайский

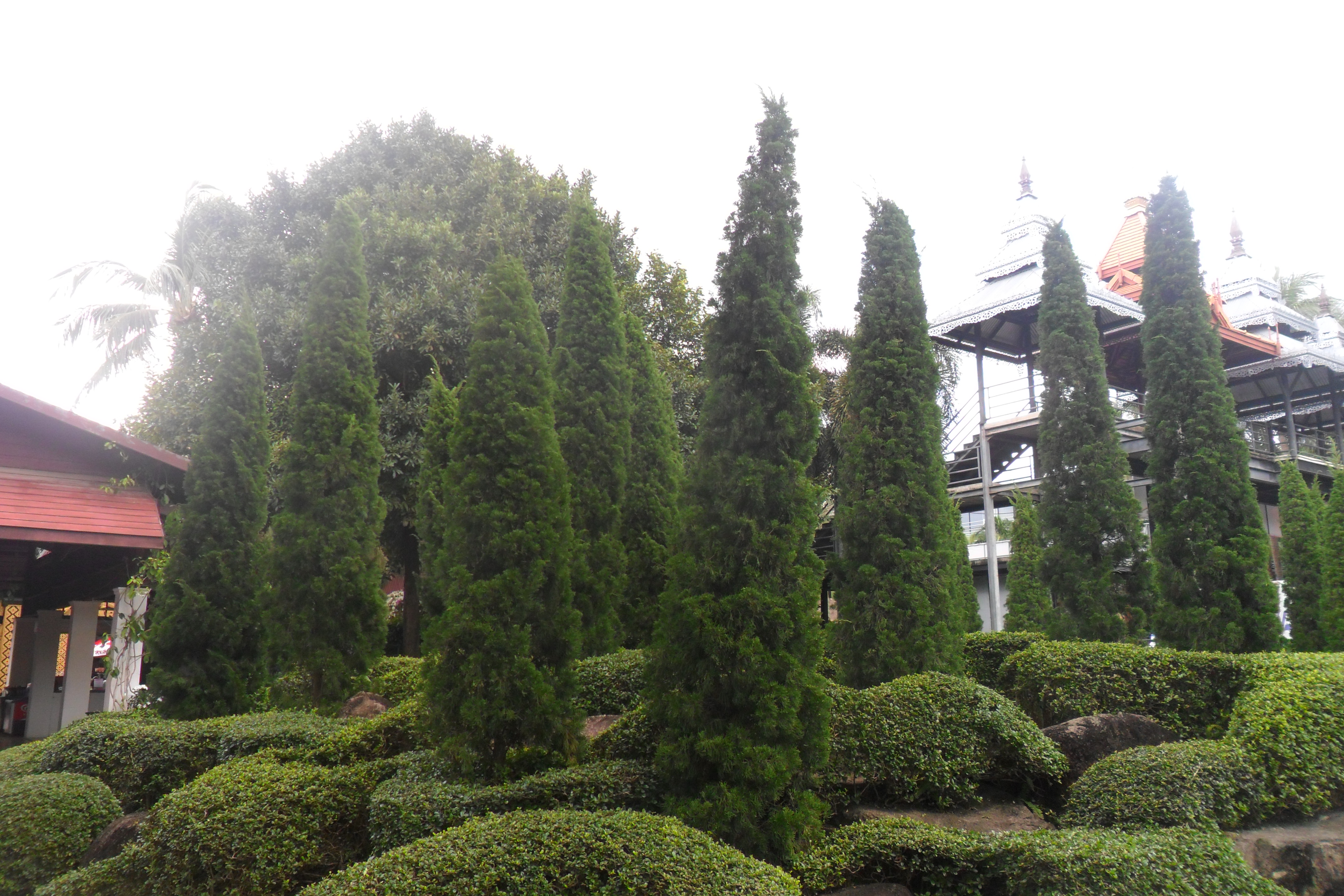
В ботаническом саду Нонг Нуч (Таиланд)

Можжевельник китайский (лат. Juniperus chinensis) — вид древесных растений рода Можжевельник семейства Кипарисовые. Популярное садовое растение.

## Распространение
Северо-восточный Китай, южная Маньчжурия, Корея.

## Описание
Кустарники или деревья, однодомные либо двудомные, высотой до 20—25 м. Крона от широко- или узко-конусовидной или колоновидной до кустарника с пирамидальной, округлой или стелющейся.
Побеги тёмно-зелёные, округлые, тонкие, 1—2,5 мм толщиной.
Хвоя двух видов: чешуевидная и игловидная.
Микростробилы жёлтые. Шишки довольно изменчивые, почти шаровидные или удлинённые, иногда неправильно угловатые, сначала покрытые беловатым налётом, позже тёмно-синие или коричневые, почти чёрные, от 5—7 до 8—9 мм в диаметре, состоят из 4—8 чешуй. Семян в шишке 2—3, реже 4—5 или 1. Семена удлинённые, тупые или почти трёхгранные, блестящие, коричневые, созревают на второй год.

## В культуре

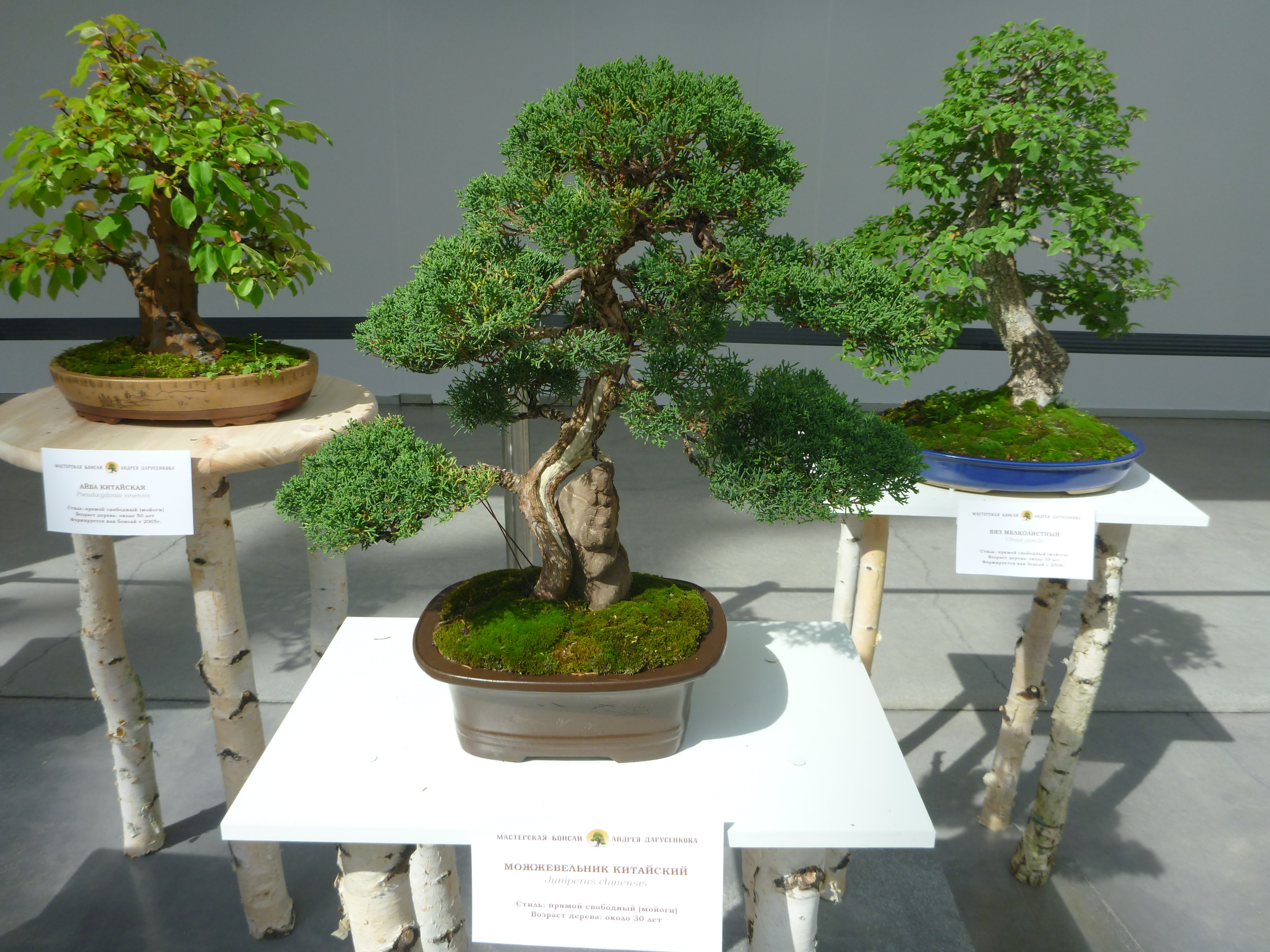
Можжевельник китайский в форме бонсай

Очень распространён в Китае и Японии. Введён в культуру до 1767 г. В Западную Европу введён в 1804 году, в культуре обычен. В СНГ культивируется в Никитском ботаническом саду с 1850 года. Часто встречается в парках Южного Крыма и Кавказа, где вполне хорошо растёт и плодоносит. В Южном Крыму страдает от засухи. На Украине встречается в Одессе, Киеве. Можжевельник китайский издавна используется для формирования бонсай.
Сначала растёт медленно. Относительно морозостоек. Выдерживает −25… −30 °С. Хорошо выдерживает условия засушливой степи, лучше развивается на глубокой свежей почве при достаточной влажности воздуха. Зоны морозостойкости: от 5a до более тёплых. В отдельные годы в условиях Московской области растения могут вымерзать, что проявляется в виде морозобоин на отдельных ветвях, побурением и усыханием хвои и ветвей. В первые годы жизни у можжевельника китайского часто подмерзают кончики побегов, с возрастом морозостойкость повышается.
Регионы применения: юго-западная часть лесной зоны, западная и центральная части лесостепной и степной зон европейской части СНГ, Крым, Кавказ.
Малотребователен к плодородию и влажности почвы, но плохо переносит сухость воздуха. Хорошо развивается в условиях города.
Размножение: семенами и черенками.

## Сорта и формы
По классификации Г. Крюссмана:
- Форма прямая, средней мощности, широкая до кеглевидной.
  - Хвоя голубовато-зелёная до серой: 'Ames', f. glauca, 'Jowa', 'Maney', 'Obelisk'.
  - Хвоя зелёная: 'Ketelerii'.
  - Хвоя жёлтая: 'Aurea'.
- Форма узкокеглевидная до колонновидной.
  - Хвоя голубовато-зелёная до серой: 'Columnaris', 'Columnaris glauca', 'Mountbbatten', 'Olympia', 'Monarch', 'Pyramidalis', 'Stricta', 'Shoosmith'.
  - Хвоя зелёная: 'Fairview', 'Ketelerii', 'Neaborensis'.
- Кустарник. Обычно низкорослый.
  - Хвоя голубовато-зелёная до серой: 'Blaauw', 'Globosa Cinerea', 'Pendula'.
  - Хвоя зелёная: 'Japonica', 'Kaizuka', 'Plumosa'.
  - Хвоя бело-пёстрая, или жёлтая: 'Plumosa Alboriegata', 'Plumosa Aurea', 'Plumosa Tremonia', 'Sulphar Spray'.
- Форма раскидистая, без выраженного побега лидера.
  - Быстрорастущая с голубовато-зелёной хвоей: 'Blue Mountain', 'Hill’s Blue', 'Mathot', 'Pfitzeriana Glauca', 'Hetzii'.
  - Быстрорастущая с зелёной хвоей: 'Kosteriana', 'Pfitzeriana', 'Mint-Julep'.
  - Быстрорастущая с жёлтой хвоей: 'Pfitzeriana Aurea'.
  - Медленнорастущая с голубовато-зелёной хвоей: 'Blue Cloud', 'Moriana', var. sargentii 'Glauca'.
  - Медленнорастущая с жёлтой хвоей: 'Gold Coast', 'Old Gold'.
  - Медленнорастущая с зелёной хвоей: 'Armstrongii', 'Pfitzeriana Compacta', var. sargentii.
- Форма круглая: 'Echiniformis'.

### Сорта
- Juniperus ×media van Melle, 1947 (syn. Juniperus ×media var. pfitzeriana (Spath) Van Melle, 1946). Van Melle предложил эту комбинацию для гибридов между Juniperus sabina и Juniperus sphoerica (J. sphoerica рассматривается как синоним J. chinensis). Общепризнанной точки зрения на происхождение этого растения нет[1].
- 'Blue Alps'. Данных о происхождении нет. Высота 3,6—4,7 м, ширина 1,8—2,4 м. Крона компактная, со слегка повисающими побегами. Годичный прирост представляет собой систему побегов, ветвящуюся до второго порядка. Хвоя игольчатая, длиной до 1 см, очень жёсткая, колючая, серебристо-голубовато-зелёная. Растёт медленно. Долговечен, светолюбив, к почвам нетребователен, морозостоек[1]. 
Зоны морозостойкости: 4а—11. Солнце, полутень. Кислотность почвы от кислой до нейтральной (pH 5,6—7,5)[6]. Требует защиты от зимне-весеннего подгорания[7].
- 'Expansa Variegata'. Стелющаяся форма. В возрасте 10 лет достигает 0,3 м высоты, при диаметре 1,2 м. Хвоя зелено-голубая, игольчатая и чешуевидная. Характерной чертой являются участки хвои кремового цвета, хаотично расположенные по всей поверхности кроны. Шишки округлые диаметром 5-7 мм, сначала светло-зеленые, затем черные с тускло-голубым налётом[8].
- 'Kuriwao Gold' (syn.: Juniperus pfitzeriana 'Kuriwao Gold', Juniperus media 'Kuriwao Gold'). Данных о происхождении нет. Высота до 4 метров. В 10-летнем возрасте он достигнет высоты 1,5 м, ширины 2 м. Крона широкая, рыхлая. Листорасположение супротивное и мутовчатое. Листья игловидные и чешуевидные. Молодая хвоя золотисто-зелёная, зрелая приобретает более яркий зелёный оттенок. В глубине куста сизая. Ветвление силлептическое[9]. Хорошо переносит обрезку. Ежегодные приросты на Украине составляют 15—25 см. Молодые растения могут страдать от зимне-весенних солнечных ожогов[10].
- 'Stricta'. Крона конусовидная. Ветви плотно расположенные, вертикальные. До 2,5 м в высоту и 1,5 м в диаметре, растёт медленно. Голубовато-зеленая хвоя игольчатая, колючая, зимой серо-голубого цвета[11].
- 'Stricta Variegata'. Крона коническая, плотная с вертикальными жёсткими ветвями. Хвоя колючая зеленовато-голубая. Характерной чертой являются участки хвои кремового цвета, хаотично расположенные по всей поверхности кроны.
- 'Obelisk'. В десятилетнем возрасте высота до 3 м, максимальная высота около 4 м, ширина 0,5—1 м. Форма кроны неправильная, сначала узкоконическая, позднее широко-колонновидная. Хвоя колючая, тёмно-зелёная с синеватым оттенком[12][13].

## Синонимы
По данным The Plant List.
| - Juniperus barbadensis Thunb. (Illegitimate) - Juniperus cabiancae Vis. - Juniperus cernua Roxb. - Juniperus chinensis f. aurea-pendula Beissn. - Juniperus chinensis var. foemina Lavallée - Juniperus chinensis var. gaussenii (W.C.Cheng) Silba - Juniperus chinensis var. keteleeri Beissn. - Juniperus chinensis var. leeana Lavallée - Juniperus chinensis var. mascula Lavallée - Juniperus chinensis var. pendula Franch. - Juniperus dimorpha Roxb. - Juniperus flagelliformis Loudon - Juniperus fortunei Carrière - Juniperus gaussenii W.C.Cheng - Juniperus jacobii Beissn. - Juniperus keteleeri (Beissn.) Prop.-Giesel. | - Juniperus reevesiana Endl. - Juniperus shepherdii Beissn. - Juniperus sheppardii (H.J.Veitch) Melle - Juniperus sinensis J.F.Gmel. (Spelling variant) - Juniperus sphaerica Lindl. - Juniperus sphaerica var. pendula (Franch.) Melle - Juniperus sphaerica var. sheppardii H.J.Veitch - Juniperus struthiacea Knight - Juniperus thunbergii Hook. & Arn. - Juniperus virginica Thunb. - Sabina cabiancae (Vis.) Antoine - Sabina chinensis (L.) Antoine - Sabina dimorpha (Roxb.) Antoine - Sabina gaussenii (W.C. Cheng) W.C. Cheng & W.T. Wang - Sabina sphaerica (Lindl.) Antoine - Sabina struthiacea (Knight) Antoine |